# Comuna de Zbuczyn
Zbuczyn (polaco: Gmina Zbuczyn) é uma gminy (comuna) na Polónia, na voivodia de Mazóvia e no condado de Siedlecki. A sede do condado é a cidade de Zbuczyn.
De acordo com os censos de 2004, a comuna tem 10 086 habitantes, com uma densidade 47,9 hab/km².

## Área
Estende-se por uma área de 210,75 km², incluindo:
- área agrícola: 79%
- área florestal: 14%

## Demografia
Dados de 30 de Junho 2004:
|                      | Total   | Total | Mulheres | Mulheres | Homens  | Homens |
| -------------------- | ------- | ----- | -------- | -------- | ------- | ------ |
|                      | pessoas | %     | pessoas  | %        | pessoas | %      |
| População            | 10 086  | 100   | 5047     | 50       | 5039    | 50     |
| Densidade (pop./km²) | 47,9    | 100   | 23,9     | 23,9     | 23,9    | 23,9   |

De acordo com dados de 2002, o rendimento médio per capita ascendia a 1355,42 zł.

## Subdivisões
- Borki-Kosy, Borki-Wyrki, Bzów, Choja, Chromna, Cielemęc, Czuryły, Dziewule, Grochówka, Grodzisk, Izdebki-Błażeje, Izdebki-Kosny, Izdebki-Kośmidry, Izdebki-Wąsy, Januszówka, Jasionka, Karcze, Krzesk-Królowa Niwa, Krzesk-Majątek, Kwasy, Lipiny, Lucynów, Łęcznowola, Ługi-Rętki, Ługi Wielkie, Maciejowice, Modrzew, Olędy, Pogonów, Rówce, Rzążew, Smolanka, Sobicze, Stary Krzesk, Świercze, Tarcze, Tchórzew, Tchórzew-Plewki, Tęczki, Wesółka, Wólka Kamienna, Zawady, Zbuczyn, Zdany.

## Comunas vizinhas
- Łuków, Międzyrzec Podlaski, Mordy, Olszanka, Siedlce, Trzebieszów, Wiśniew